# Los człowieka (film)
Los człowieka (ros. Судьба человека) – radziecki czarno-biały dramat wojenny z 1959 roku w reżyserii Siergieja Bondarczuka, będący jego pełnometrażowym debiutem. Ekranizacja opowiadania Michaiła Szołochowa pod tym samym tytułem.
Zdjęcia kręcono w Tambowie, Woroneżu i Królewcu.

## Fabuła
ZSRR wiosną 1946 roku. Andriej Sokołow, wraz z kilkuletnim chłopcem oczekuje na przeprawę promową. Wraz z nim czeka przypadkowy mężczyzna, który wysłuchuje opowieści o losach Andrieja podczas wielkiej wojny ojczyźnianej. Andriej był do wybuchu wojny prostym cieślą, który miał dom i kochającą rodzinę. Jednak wraz z atakiem Niemiec hitlerowskich na ZSRR w 1941 roku został powołany do wojska i służył jako kierowca ciężarówki. Ciężko ranny trafił do niewoli, w której dzięki własnemu sprytowi, w obozach jenieckich udało mu się przetrwać aż do 1944 roku, kiedy to uciekł. Ponownie walczył w szeregach Armii Czerwonej, jednak po bombardowaniu z jego domu pozostały tylko gruzy, a żona zginęła. Jedyną nadzieją trzymającą go przy życiu pozostał syn – bohaterski kapitan artylerii, którego również dosięga śmierć tuż przed kapitulacją III Rzeszy.
Cztery lata wojny uczyniły z Sokołowa wrak człowieka – zginęli wszyscy jego bliscy, a triumf zwycięstwa niewiele dla niego znaczy. Wojna była dla niego jedynie długą drogą cierpień i poniżeń, prowadzącą do samotności. Osiada w Uriupińsku, gdzie pracuje jako kierowca ciężarówki. Jego uwagę zwraca włóczący się po zabłoconych ulicach, brudny i wygłodniały chłopiec, który od lat czeka na swoich rodziców. Sokołow okłamuje malca, że jest jego ojcem i przygarnia sierotę.

## Obsada
- Siergiej Bondarczuk – Andriej Sokołow
- Pawieł Boriskin – Wania
- Zinaida Kirijenko – Irina Sokołowa
- Paweł Wołkow – Iwan Timofiejewicz
- Jurij Awierin – komendant obozu Müller
- Kiriłł Alieksiejew – niemiecki major
- Jewgienij Tietierin – słuchacz opowieści Sokołowa
- Anatolij Czemodurow
- Lew Borisow
- Gieorgij Millar
- Jewgienij Morgunow

i inni.

## O filmie
Film Bondarczuka jest majstersztykiem radzieckiego kina propagandowego. Wartka i żywa akcja, połączona z przejmującą i przepojoną głębokim humanizmem fabułą powodują, że jest on prosty i zrozumiały dla każdego widza. Po jego obejrzeniu nie można mieć już żadnych wątpliwości, kto był największą ofiarą hitleryzmu w czasie II wojny światowej. Nie wolny od, momentami, sztucznego patosu, stał się filmem sławnym i głośnym. Tylko w ZSRR obejrzało go blisko 40 mln ludzi.
Po raz pierwszy w filmie radzieckim, wielką wojnę ojczyźnianą pokazano z perspektywy jednostki, a nie całego „bohaterskiego narodu”. Poruszono w nim zakazane do tej pory tematy, takie jak los żołnierzy radzieckich w niewoli, którzy wcześniej, rozkazem Stalina uważani byli za zdrajców. Według niektórych krytyków obraz Bondarczuka przewyższył swój literacki pierwowzór.